# エチルジクロロアルシン
エチルジクロロアルシン (ethyldichloroarsine) はびらん剤系の化学兵器の一種である。水に触れると加水分解して塩化水素 (HCl) を生じて塩酸になり、これが皮膚の爛れなどを引き起こす。またヒ素中毒を起こす。
- LD50：3,000–5,000 mg·min/m3（吸入)
- LD50：100,000 mg·min/m3（皮膚）
- ICt50：5–10 mg·min/m3（吸入）

皮膚
曝露後すぐに紅班が出る、30分程度で皮膚に水疱が出る、数時間後には皮膚から帯黄色の水疱の液が垂れ表皮の壊死が始まる。
眼
直ちに眼の痛みと眼瞼痙攣が生じる。
肺
肺水腫を引き起こす
全身症状
急性中毒により低血液量性ショック
曝露量が多い場合には急性ヒ素中毒を起こす。症状は、嘔吐、腹痛、水や血の下痢、脱水症状、強い渇き、血液量減少などが現れる。